# Claire de Castelbajac
Claire de Castelbajac (Paris, 26 de outubro de 1953 — Toulouse, 22 de janeiro de 1975) foi uma restauradora francesa.
Conhecida por seu testemunho de alegria na vida espiritual, ela foi declarada serva de Deus pela Igreja Católica, que em 1990 iniciou seu processo de beatificação.